# Widdringtonia nodiflora
Widdringtonia nodiflora ist eine Pflanzenart aus der Familie der Zypressengewächse (Cupressaceae). Sie ist im südöstlichen Afrika heimisch.

## Beschreibung
Widdringtonia nodiflora wächst als immergrüner Baum, der Wuchshöhen von bis zu 6 Metern und mehr erreichen kann. Die braune bis graue Borke ist fein längsrissig und blättert in langen und schmalen Streifen ab, wobei eine rötliche Rinde zum Vorschein kommt.
Junge, nadelartige Blätter sind grün, werden bis zu 20 Millimeter lang und stehen spiralig angeordnet an den Zweigen. Ältere Blätter sind schuppenartig, dunkelgrün gefärbt und werden bis zu 2 Millimeter lang.
Die männlichen Blütenzapfen stehen endständig an den Zweigen und erreichen eine Länge von 2 bis 4 Millimetern. Die kugeligen weiblichen Zapfen werden 1,5 bis 2 Zentimeter dick und sind zur Reife hin dunkelbraun gefärbt. Jeder Zapfen besteht aus vier holzigen Zapfenschuppen, welche eine warzige Oberfläche haben. Die Zapfen eines Baumes können in verschiedenen Entwicklungsstadien sein. Die dunkelbraunen bis schwarzen Samen haben einen auffälligen, rot gefärbten Flügel.

## Verbreitung und Gefährdung
Das natürliche Verbreitungsgebiet von Widdringtonia nodiflora erstreckt sich von Malawi und Mosambik über Simbabwe bis in das nördliche Südafrika.
Widdringtonia nodiflora gedeiht in Höhenlagen von 0 bis 2950 Metern. Sie wächst vor allem in höheren Lagen, wo man sie häufig an Berghängen, auf Felsen sowie in Rinnen findet. Widdringtonia nodiflora ist in der Lage, nach Bränden wieder aus den verbliebenen Pflanzenteilen neu auszutreiben.
Widdringtonia nodiflora wird in der Roten Liste der IUCN als „nicht gefährdet“ eingestuft. Die Bestände werden als stabil angesehen. Da sie anders als die restlichen Widdringtonia-Arten in der Lage ist, nach Bränden wieder aus den verbliebenen Pflanzenteilen neu auszutreiben, stellen diese für sie keine ernsthafte Bedrohung dar.
Die Varietät Widdringtonia nodiflora var. whytei, welche von manchen Autoren als eigenständige Art Widdringtonia whytei angesehen wird, wird in der Roten Liste der IUCN als „stark gefährdet“ eingestuft. Ausgewachsene Bäume sterben häufig aufgrund ihrer Empfindlichkeit gegenüber Bränden ab. Die spärliche Verjüngung dieser Varietät hängt allerdings wiederum von diesen Bränden ab. Die für die Verjüngung geeigneten Standorte werden häufig von der eingeschleppten Pinus patula besiedelt.

## Nutzung
Das sehr haltbare, seidig glänzende Holz von Widdringtonia nodiflora eignet sich zur Fertigung von Möbeln und Tischlerarbeiten. Aus dem Holz gefertigte Schindeln nehmen mit der Zeit eine silbergraue Färbung an.

## Systematik

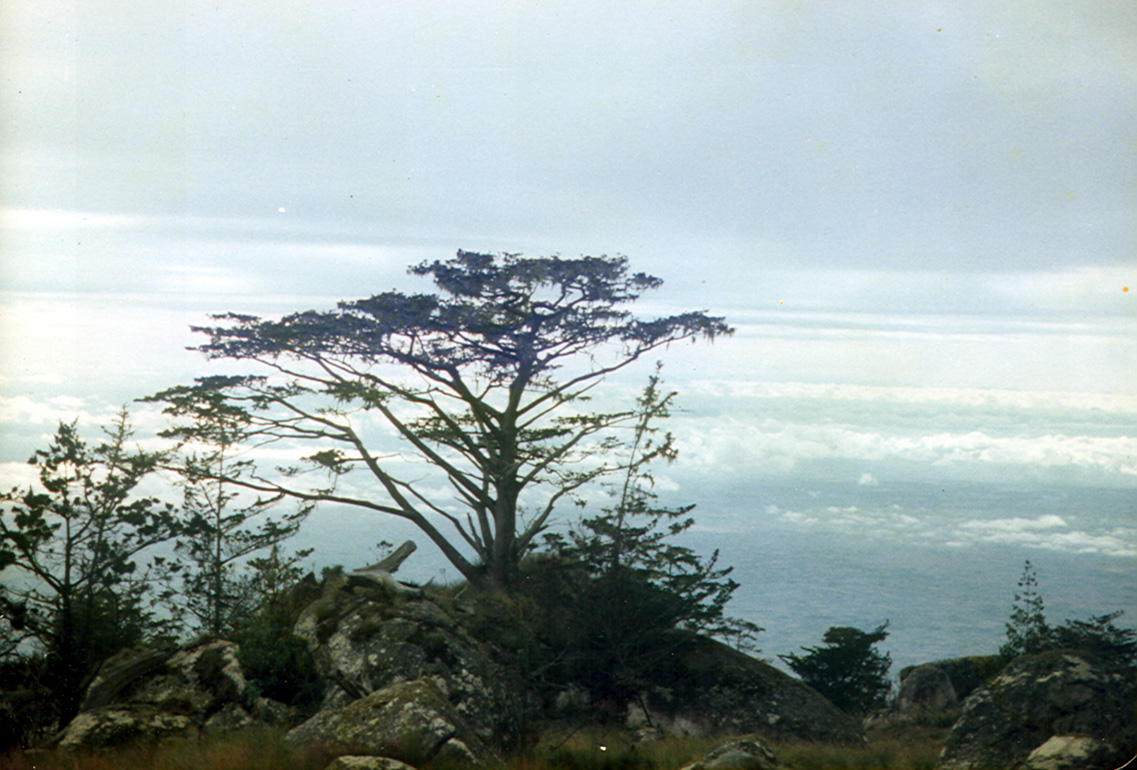
Ein Baum der Varietät whytei

Die Erstbeschreibung unter dem Namen (Basionym) Brunia nodiflora erfolgte 1753 durch Carl von Linné in Species Plantarum, Band 1, Seite 199. Elizabeth Powrie überführte die Art 1972 in Journal of South African Botany, Band 38(4), Seite 303 als Widdringtonia nodiflora in die Gattung Widdringtonia.
Von der Art Widdringtonia nodiflora gibt es etwa drei Varietäten:
- Widdringtonia nodiflora var. dracomontana (Stapf) Silba. Ein Synonym ist Widdringtonia dracomontana Stapf.
- Widdringtonia nodiflora var. nodiflora, die Nominatform
- Widdringtonia nodiflora var. whytei (Rendle) Silba: Dieser Endemit kommt nur auf dem Mulanje-Massiv in Malawi vor.[4] Synonyme sind Callitris whytei (Rendle) Engl. und Widdringtonia whytei Rendle. Sie hat die Chromosomenzahl 2n = 22.[6]